# Finland i olympiska sommarspelen 1964
Finland deltog med 89 deltagare vid de olympiska sommarspelen 1964 i Tokyo. Totalt vann de tre guldmedaljer och två bronsmedaljer.

## Medaljer

### Guld
- Pauli Nevala - Friidrott, spjutkastning.
- Pentti Linnosvuo - Skytte.
- Väinö Markkanen - Skytte.

### Brons
- Pertti Purhonen - Boxning, weltervikt.
- Hannu Rantakari - Gymnastik, hopp.